# Пататник

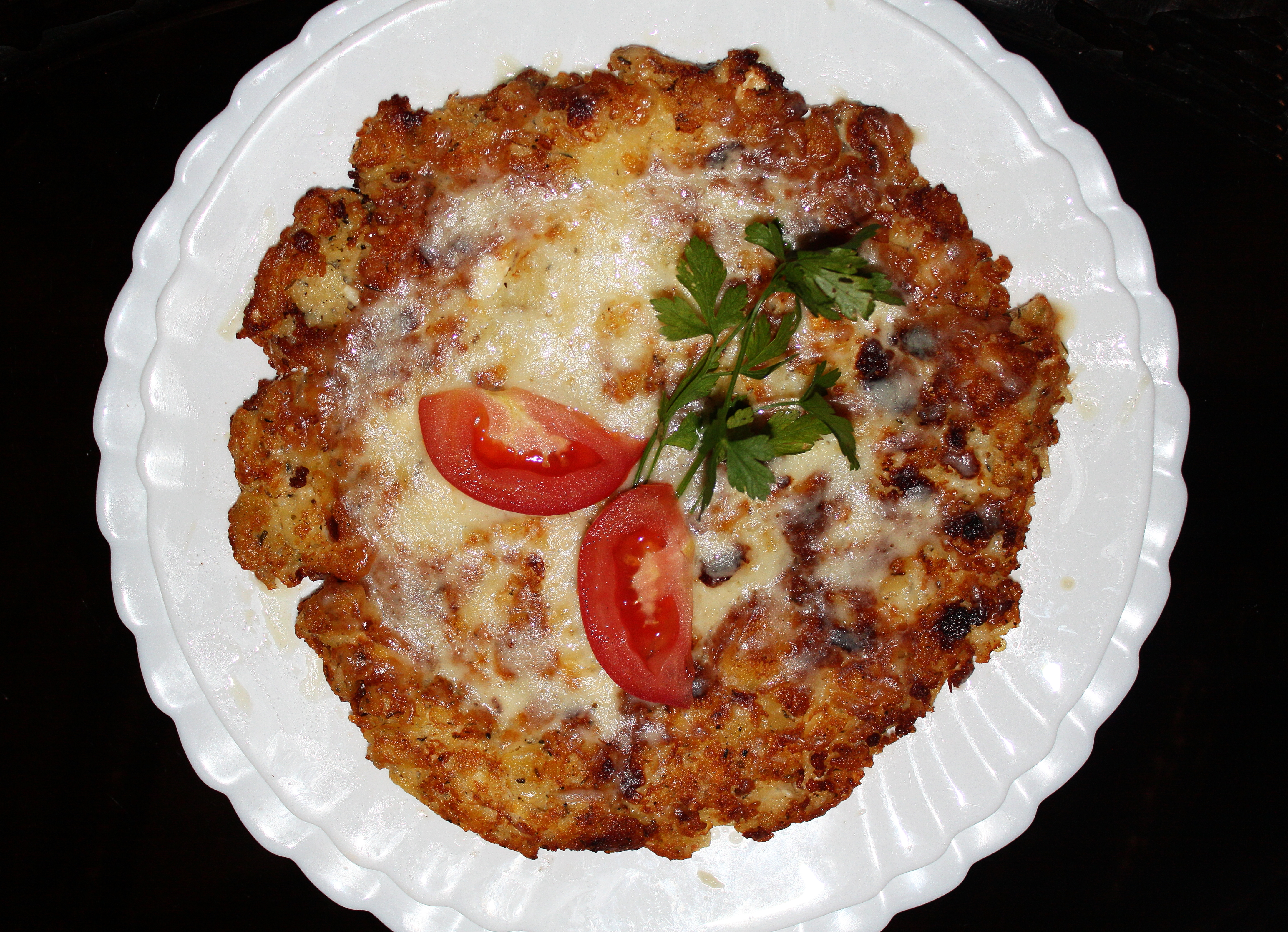
Родопський пататник

Пататник (або картопляник) — національна болгарська страва, основним інгредієнтом якої є картопля. Найпоширеніша в Родопах, оскільки вважається, що саме тут росте найкраща та найсмачніша бульба.
Як і багато інших страв, приготування пататника різниться в залежності від місцевості, але незмінними залишаються чотири його складові, що обов'язково мають бути в страві — картопля, бринза, цибуля та м'ята.
У приготуванні ж можуть бути різні варіації: додавати борошно, рис, солодкий перець та навіть м'ясо до картопляної кашки, або ж загортати всі інгредієнти в тонке прісне тісто. Тому, в залежності від складових пататника його смажать на сковорідці або запікають.

## Спосіб приготування
Картоплю чистять та труть на тертці. Те ж саме роблять з цибулею. Сік зціджують і в картопляно-цибуляну суміш додають яйце та подрібнену бринзу. Сюди ж всипають порізану м'яту, додають перець за смаком та борошно (зазвичай кукурудзяне). Суміш ретельно розмішують та впливають на вже розігріту сковороду з олією, та смажити під закритою кришкою до рум'янцю.
Потім, за допомогою тарілки, щоб не розламати картопляник, його перевертають та підсмажують до готовності з іншого боку.

## Використані джерела
1.За матеріалами сайту http://smakotainfo.com/drugi-stravi/rodopskii-patatnik-kartoplyanik.html